# Jan Drabik (oficer)
Jan Drabik (ur. 13 czerwca 1896, zm. 6 lipca 1940 na górze Gruszka) – kapitan administracji Wojska Polskiego II RP, ofiara egzekucji na górze Gruszka.

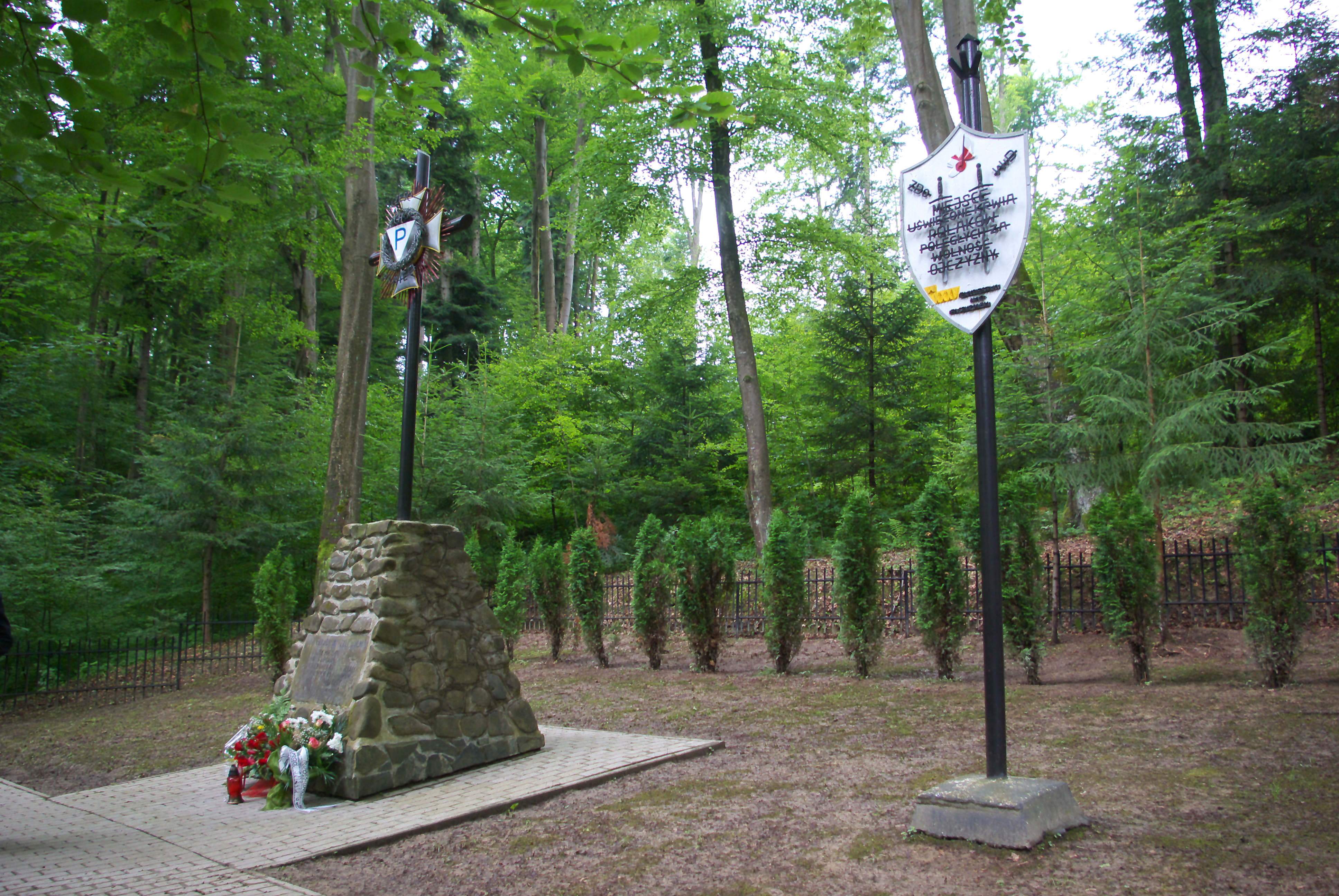
Pomnik u podnóża góry Gruszka

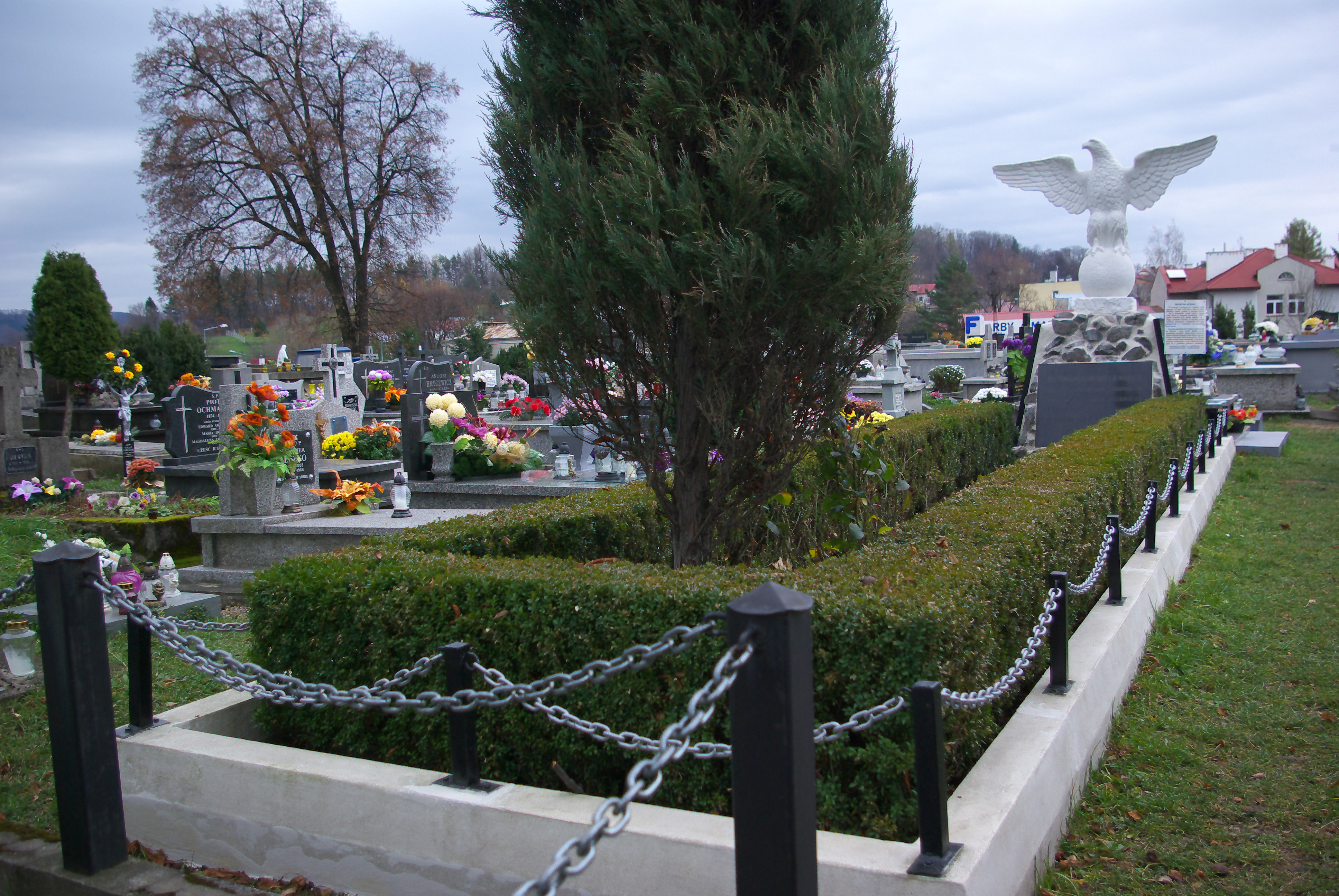
Mogiła zbiorowa i pomnik na Cmentarzu Centralnym w Sanoku

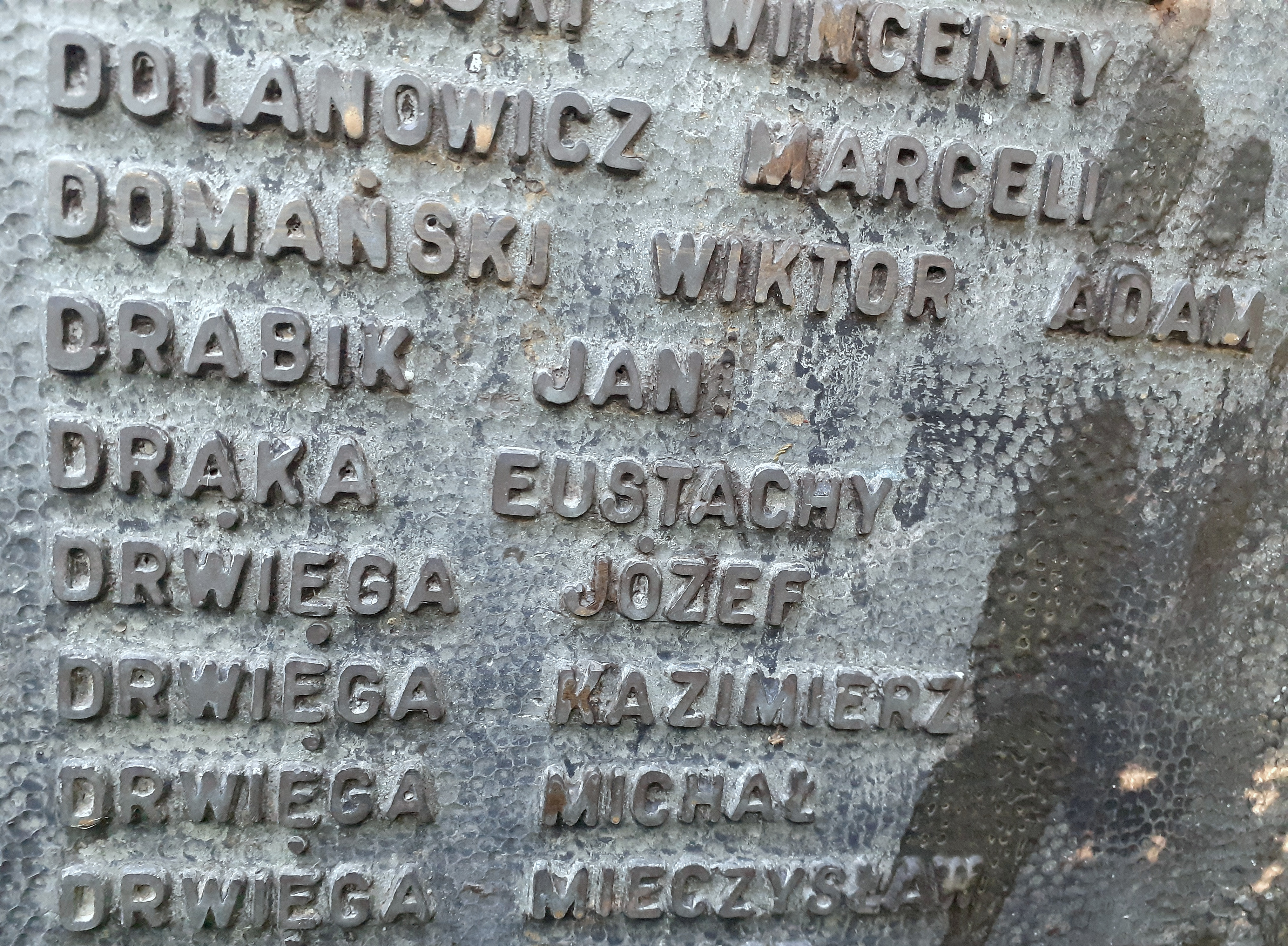
Mauzoleum w Sanoku

## Życiorys
Urodził się 13 czerwca 1896 jako syn Szymona i Joanny
Po zakończeniu I wojny światowej i odzyskaniu przez Polskę niepodległości został przyjęty do Wojska Polskiego. Został awansowany na stopień porucznika w korpusie oficerów piechoty ze starszeństwem z dniem 1 lipca 1920. W 1923 był przydzielony jako oficer rezerwowy do 83 pułku piechoty w Kobryniu. W 1928 był przydzielony do służby w Korpusie Ochrony Pogranicza. W czerwcu 1934 roku został przeniesiony z KOP do 15 pułku piechoty „Wilków” w Dęblinie. Później został awansowany na stopień kapitana w korpusie oficerów administracji ze starszeństwem z dniem 19 marca 1937. W ostatnich latach przed wojną pełnił służbę w garnizonie Zamość. Był odpowiedzialny za szkolenie w zakresie Przysposobienia Wojskowego i Wychowania Fizycznego. Według stanu z marca 1939 był kierownikiem II referatu uzupełnień w Komendzie Rejonu Uzupełnień Zamość.
Po wybuchu II wojny światowej w 1939 i kampanii wrześniowej zamierzał przedostać się na Zachód i wstąpić do formowanych wojsk polskich (wraz z nim udał się jego wychowanek, uczeń liceum z Zamościa, Kazimierz Kuźma ur. 1920). Podczas próby przekroczenia „zielonej granicy” z Węgrami w pobliżu Komańczy kpt. Drabik z K. Kuźmą zostali zatrzymani przez policję ukraińską i przekazani Niemcom, po czym 9 marca 1940 o godz. 11:30 osadzeni w więzieniu w Sanoku. W dniu 5 lipca 1940 wyrokiem niemieckiego sądu specjalnego (Sondergericht) w siedzibie przy sanockim więzieniu obaj zostali skazani na karę śmierci. Nad ranem 6 lipca 1940 wraz z grupą więźniów zostali wywiezieni z Sanoka i rozstrzelani w lesie na stoku góry Gruszka nieopodal Tarnawy Dolnej. Egzekucję wykonał 45 batalion policyjny stacjonujący w Rzeszowie.

## Upamiętnienie
Po wojnie w 1947 szczątki ofiar zostały ekshumowane i złożone w mogile zbiorowej na cmentarzu przy ul. Rymanowskiej w Sanoku. W jej miejscu powstał pomnik, na którym umieszczono tablicę z inskrypcją: Męczennikom za wolność i demokrację. Mogiła zbiorowa Polaków zamordowanych bestialsko przez zbirów hitlerowskich w czasie okupacji powiatu sanockiego od września 1939 r. do czerwca 1944 r. Cześć waszej pamięci., na którego postumencie znajduje się rzeźba Sokoła autorstwa Stanisława Jana Piątkiewicza, w 2013 przy pomniku umieszczono dwie tablice z listą zamordowanych na górze Gruszka (wśród 112 wymienionych ofiar został podany Jan Drabik). U podnóża wzniesienia Gruszka znajduje się zbiorowa mogiła ofiar egzekucji w formie ziemnego kurhanu, na którym w 1961 ustanowiono upamiętniający zbrodnię obelisk.
W 1962 Jan Drabik został upamiętniony wśród innych osób wymienionych na jednej z tablic Mauzoleum Ofiar II Wojny Światowej na obecnym Cmentarzu Centralnym w Sanoku.

## Ordery i odznaczenia
- Krzyż Niepodległości (17 marca 1938, „za pracę w dziele odzyskania niepodległości”)[24]
- Srebrny Krzyż Zasługi (1938, „za zasługi na polu pracy społecznej”)[25]
- Medal Międzyaliancki (przed 1928)[8]